# Cephalurus cephalus
Cephalurus cephalus е вид хрущялна риба от семейство Scyliorhinidae, единствен представител на род Cephalurus.

## Разпространение
Видът е разпространен в Мексико (Наярит, Синалоа, Сонора и Южна Долна Калифорния).